# Arnold Kühnel (officer)
 Der er flere personer med dette navn, se Arnold Kühnel (præst).
Arnold August Blichert Kühnel (22. maj 1850 i Odense – 3. juni 1908 i Bad Nauheim, Hessen) var en dansk officer.

## Karriere
Hans forældre var adjunkt i Odense, senere seminarieforstander i Tønder, slutteligt sognepræst i Sengeløse, titulær professor Arnold Magdalus Andreas Kühnel (1821-1877) og Ane (Anna) Elisabeth Blichert (1816-1880). Kühnel indtrådte 1867 i central-korporalskolen, blev året efter underkorporal og korporal, gennemgik 1868–69 Hærens Officersskoles yngste klasse og blev sekondløjtnant, var i 1871–72 i den næstyngste, 1873–74 i den næstældste klasse og blev premierløjtnant i fodfolket og afsluttede 1874–76 den ældste klasse (stabsafdelingen). Han blev ansat ved Generalstaben og var 1878–82 til tjeneste ved 2. generalkommando og taktisk afdeling, blev kaptajn 1883 og var 1892–95 til tjeneste i Krigsministeriet, 1892–1900 lærer i krigskunst m.m. ved Officersskolens ældste klasse. Han blev 1895 oberstløjtnant og bataljonschef og var 1897–1903 – fra 1901 som oberst – chef for Generalstabens taktiske Afdeling. Kühnel blev 1903 generalmajor og chef for Generalstaben, 1905 generalløjtnant og chef for 1. generalkommando indtil sin død 1908. Han blev Ridder af Dannebrog 1891, Dannebrogsmand 1896, Kommandør af 2. grad 1903 og af 1. grad 1906 og modtog Fortjenstmedaljen i guld 1908.

## Lærervirksomhed
Både som lærer for de vordende generalstabsofficerer, som chef for Generalstabens taktiske Afdeling og som kommanderende general ydede Kühnel et meget stort pædagogisk arbejde, der kun tåler sammenligning med de største navne i den danske hærs historie. Kühnels Applikatoriske Øvelser (1894–96) var banebrydende herhjemme, og i sine senere stillinger fortsatte han energisk og vedholdende sin lærergerning. Han har skrevet et antal lærebøger, der også blev benyttet af hans efterfølgere.

## Politisk virke
Kühnel deltog tidligt i Hærens agitation for Københavns Landbefæstning og markerede sig især efter fæstningens færdiggørelse i debatten. Han deltog i mødet i Strib i december 1900 mellem militære og højskolefolk ("alliancen mellem sablen og den bløde hat") hvor han holdt et "Foredrag om Forsvarsordningen" (udsendt 1901). 1902 indtrådte Kühnel som den ene af Hærens tilforordnede i Forsvarskommissionen af 1902 og udrettede i kommissionen indtil sin død et kolossalt arbejde.
Men Kühnel stod for de traditionelle forsvarspolitiske ideer, der i det hele taget var fremherskende i Hæren, og som havde befæstningen omkring hovedstaden som kardinalpunkt, omend dette synspunkt af Kühnel blev formuleret som "Sjælland som Danmarks naturlige Fæstning med København som Reduit, og tillige Lynafleder for de andre Landsdele". Forhandlingerne i kommissionen viste desuden, at Kühnel ikke var tilstrækkelig smidig og heller ikke havde politisk flair nok til at trænge igennem med sine synspunkter til de politiske medlemmer. Han kom derfor til at kæmpe en håbløs kamp på to fronter, dels mod Flådens tilforordnede, der fremførte de traditionelle sømilitære indsigelser imod Københavns Befæstning, dels mod forsvarsminister (fra 1905) J.C. Christensen og officeren L.C.F. Lütken, der kort efter blev chef for Krigsministeriets 1. departement, og som af forsvarsministeren blev benyttet til gennem samtaler med den preussiske generalstab at gøre Danmarks neutralitet "acceptabel" for Tyskland.
Modsat Lütken var Kühnel engelskvenlig og ville ikke acceptere den realpolitiske tilpasning til Tysklands forventninger. L.C.F. Lutken hævdede, at Kühnel hentede støtte ved udformningen af sin argumentation hos ingeniørgeneralen Christian Arendrup, der ivrigt havde taget del i Hærens agitation. Kühnel blev derfor mere og mere isoleret i Forsvarskommissionen. Måske skyldes skuffelserne og arbejdsbyrden, at han blev syg 1907. Han døde året efter på et kurophold i Tyskland; samme år som kommissionen gjorde sit arbejde færdigt. Flertallet gik Kühnels synspunkter imod.
Kühnels karriere var i nyere tid ret unik, men vakte ingen protester, idet alle beslutningstagere var enige om, at han var den typiske lederperson, der hurtigt burde avancere. Han var en fremragende officer og havde meget tiltalende karakteregenskaber og en nobel fremtræden, hvad selv af hans faglige og politiske modstandere måtte indrømme. Kühnel var også litterært orienteret og meget belæst, ligesom han skrev noveller i københavnske dag- og ugeblade under pseudonymerne "AB", "August Blichert" og "Samuel Weller".
Han blev gift 22. maj 1891 i i Sankt Jakobs Kirke med Inge Sophie Margrethe Friis (23. november 1866 i Tønder – 28. april 1951), datter af læge, dr.phil. Gabriel Michael Friis (1832-1900) og Catharine Margrethe født Lassen (1843-1920).
Kühnel er begravet på Garnisons Kirkegård.
Han er gengivet i en tegning af Frans Schwartz (Det Kongelige Bibliotek), forarbejde til maleri udført 1910 efter fotografier (Det Nationalhistoriske Museum på Frederiksborg Slot). Relief af Carl Theodor Wegener på gravstenen. Fotografier af N.E. Sinding, Sophus Juncker-Jensen og andre.